# Thommy Price
Pour les articles homonymes, voir Price.
Thommy Price, né le 9 décembre 1956, est un batteur, guitariste et chanteur américain. 
Il a joué dans plusieurs groupes, dont Scandal, Billy Idol, Blue Öyster Cult et Joan Jett and the Blackhearts.

## Biographie
Price joue de la batterie depuis ses 16 ans. Il incorpore alors un concert du groupe Scandal. Il participe à l'album Warrior, avant de jouer pour Billy Idol. En 1986, il devient le batteur de Joan Jett and the Blackhearts, dont il reste membre pendant plus de 28 ans.
Parallèlement, il forme le groupe Price/Sulton avec son ami d'enfance et partenaire musical Kasim Sulton. Ils écrivent ensemble la musique, Price jouant de la guitare et du chant. Ils sortent un album sur CBS Records intitulé Lights On. La chanson « No TV No Phone » est utilisée dans le film de 1987 The Allnighter, avec Susanna Hoffs.
Le groupe de Price enregistre l'EP, Sex, Drums & Rock 'n' Roll, et certaines de leurs chansons ont été utilisées dans la bande originale de Sweet Life, un film avec Joan Jett,,. 

## Carrière de batteur
- Joan Jett (depuis 1986)
- Love Crushed Velvet (depuis 2008)
- Billy Idol (en studios)
- Mink DeVille (Coup de Grâce, 1981 ; Live at Montreux, 1982 DVD, 2008)
- Scandal (1982–1984, 2004–2005)
- Chris DeMarco (1979-1984)

## Discographie
- 1986 : Lights On - Price/Sulton
- 2002 : Sex Drums & Rock 'n' Roll
- 2007 : That's Amore